# Libera
För andra betydelser, se Libera (olika betydelser).

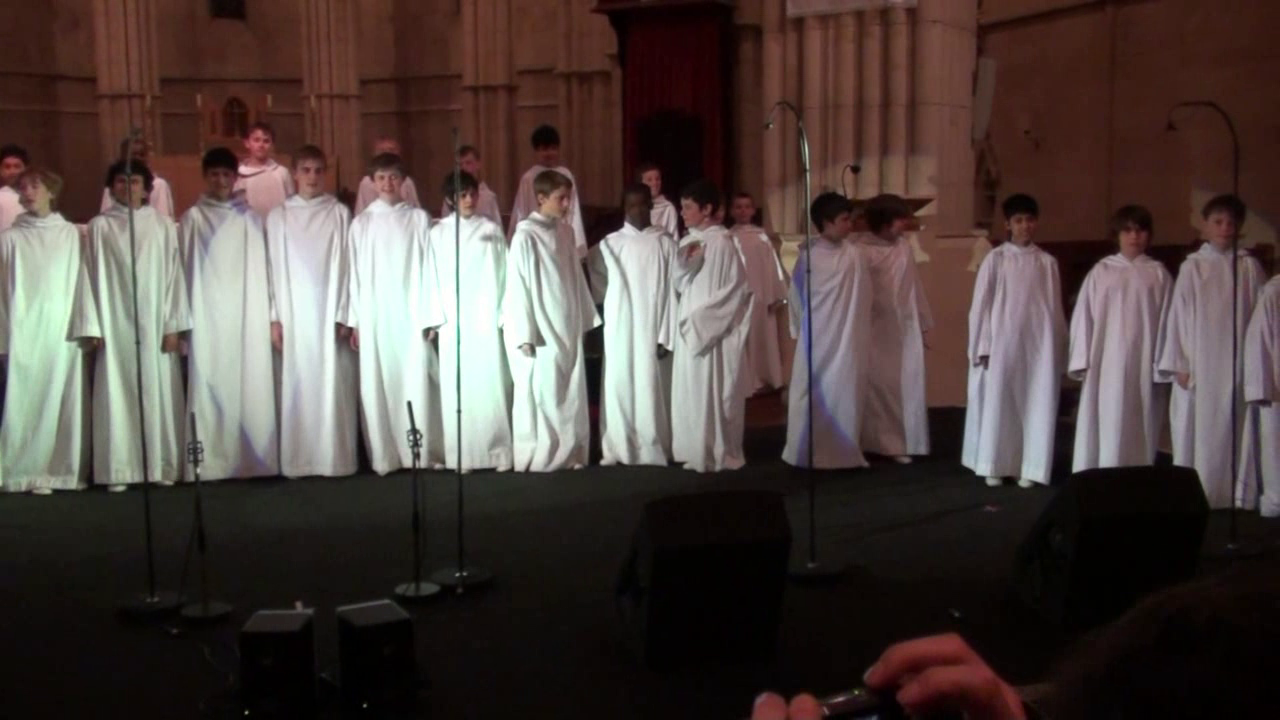
Libera i Arundel, maj 2010

Libera är ungdomssektionen i kyrkokören från St. Philips Church i Norbury i södra London. Kören har tidigare hetat St. Philips's Boys choir och Angel Voices. Kören består av 30-35 pojkar, vanligen i åldern 7-16 år. Pojkarna rekryteras från olika skolor i södra London och kommer från vitt skilda bakgrunder. Efter målbrottet fortsätter vissa pojkar att sjunga de lägre rösterna i kyrkokören, hjälper till med att träna de yngre medlemmarna, hjälper till att arrangera konserter eller spelar olika instrument på konserterna. Kören tränar musik och sång 2-3 gånger i veckan ca 2 timmar varje gång. Flera av medlemmarna spelar dessutom minst ett musikinstrument.

## Körens historia
Kören hade sitt första stora genombrott då de var bakgrundssångare till Sal Solo i hans hitlåt San Damiano år 1984.
Libera har varit på flera konsertturnéer framför allt till Fjärran östern, USA och Kanada. Den största konserten var 2008 då kören framträdde under Concert of Hope inför över 60 000 personer i Yankee Stadium den 20 april. Denna konsert ägde rum samtidigt med en religiös mässa som leddes av Påven Benedictus XVI.
Kören har gjort flera CD-skivor dä "Libera - Song of Life" släpptes i oktober 2012.
Tillsammans med artisten Aled Jones har Libera gjort ett TV-program för ITV1 i England som heter "Aled's Christmas Carols". Programmet sändes i England på julafton 2008 och finns också utgivet som en DVD.